# RapidEye
RapidEye — группировка из пяти мини-спутников, предназначенная для решения наблюдательных задач во многих отраслях.

## История
В 1996 году Германским центром авиации и космонавтики (DLR) была одобрена идея мониторинга изменений, происходящих на поверхности Земли в результате природных и техногенных факторов, с помощью группировки спутников. Для этих целей в 1998 году была создана компания RapidEye AG, которая приступила к разработке спутников и наземного комплекса, которые, в свою очередь, должны были обеспечить высокую оперативность поставки данных ДЗЗ на любую территорию. Спутники создала канадская компания MacDonald Dettwiler совместно с британской Surrey Satellite Technology. Съёмочная аппаратура разработана немецкой Jena-Optronik.
29 августа 2008 года в 07:15:53 по международному синхронизированному времени вся группировка из пяти мини спутников RapidEye была запущена с космодрома Байконур одной ракетой-носителем РН «Днепр». Расчётный срок пребывания спутников на орбите составляет 7 лет.

## Краткая характеристика спутников и аппаратуры
| Основные характеристики группировки мини спутников RapidEye | Основные характеристики группировки мини спутников RapidEye  | Основные характеристики группировки мини спутников RapidEye | Основные характеристики группировки мини спутников RapidEye | Основные характеристики группировки мини спутников RapidEye |
| Название спутника                                           | Номер по NSSDC ID                                            | Номер по SCN                                                | Апоцентр*, км                                               | Перицентр*, км                                              |
| ----------------------------------------------------------- | ------------------------------------------------------------ | ----------------------------------------------------------- | ----------------------------------------------------------- | ----------------------------------------------------------- |
| Ταχύς (Быстрый)                                             | 2008-040A Архивная копия от 2 апреля 2015 на Wayback Machine | 33312                                                       | 646,3-646,7                                                 | 627,0-627,5                                                 |
| Μάτι (Глаз)                                                 | 2008-040B Архивная копия от 2 апреля 2015 на Wayback Machine | 33313                                                       | 648,1-648,6                                                 | 625,1-625,7                                                 |
| Χώμα (Земля)                                                | 2008-040C Архивная копия от 2 апреля 2015 на Wayback Machine | 33314                                                       | 654,6-654,8                                                 | 618,3-619,1                                                 |
| Χώρος (Космос)                                              | 2008-040D Архивная копия от 2 апреля 2015 на Wayback Machine | 33315                                                       | 645,3-646,4                                                 | 627,2-628,6                                                 |
| Τροχιά (Орбита)                                             | 2008-040E Архивная копия от 2 апреля 2015 на Wayback Machine | 33316                                                       | 644,2-645,3                                                 | 628,4-629,8                                                 |
| * ПРИМЕЧАНИЕ. Апоцентры и перицентры указаны по данным SCN  |                                                              |                                                             |                                                             |                                                             |

Вес каждого из пяти мини спутников составляет приблизительно 156 кг.
Спутники равномерно распределены на орбите. Они облетают Землю с севера на юг и пересекают экватор в 11 часов по местному солнечному времени с дистанцией около 660 км и интервалом примерно в 19-20 минут.
Каждый мини спутник оборудован 3 солнечными батареями: одна направлена в сторону движения спутника (панель +х); вторая — противоположна движению (панель −х); третья — расположена сверху (панель −z). Максимальная мощность панелей +х и −х составляет по 110 Вт каждая, а мощность более мелкой панели −z — 55 Вт, что в сумме составляет 275 Вт.

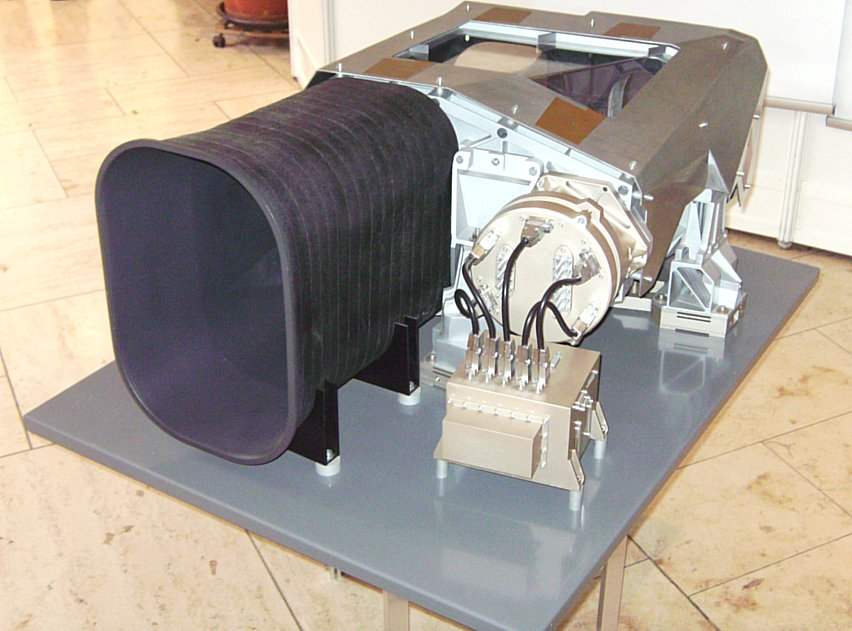
Оптико-электронная аппаратура REIS

 Спутники оснащены мультиспектральной оптико-электронной камерой для съёмки с пространственным разрешением 6,5 м, которое после обработки может увеличено до 5,0 м. Съёмка земной поверхности ведется одновременно в пяти спектральных каналах. Особенностью аппаратуры является наличие крайнего красного канала (0,630—0,685 мкм), который оптимально подходит для наблюдения за изменениями состояния растительности. Радиометрическое разрешение полученных изображений составляет 12 бит на пиксель.
Съёмка выполняется сеансами с максимальной длиной полосы в 3 000 км. В пределах одного сеанса спутник может снять участок поверхности Земли шириной 77 км и длиной до 1 500 км, что обеспечивает ежедневную съёмку площадью в 4 млн км².

## Применение
Параметры самих спутников и их съёмочной аппаратуры особенно хорошо подходят для использования в сельском и лесном хозяйствах. Это связано с тем, что съёмка ведётся в пяти спектральных каналах, в том числе и в области красного барьера фотосинтеза, которая лучше всего подходит для наблюдения за состоянием растительной биомассы.
Также данные ДЗЗ можно применять для следующих задач:
1. Наблюдение за чрезвычайными ситуациями;
2. охрана окружающей среды;
3. решение задач планирования и управления в нефтегазовой и транспортной сферах;
4. обновление дорожных и других специальных карт масштабом до 1:25 000.